# Championnat du monde des rallyes 1975
Navigation
1974 1976

## Épreuves
|                 |                          |                     |                       |
| Noir = Asphalte | Marron = Terre / Gravier | Bleu = Neige/ glace | Rouge = Surface mixte |

### Calendrier / Résultats
| Calendrier / Résultats du championnat du monde des rallyes 1975 | Calendrier / Résultats du championnat du monde des rallyes 1975 | Calendrier / Résultats du championnat du monde des rallyes 1975 | Calendrier / Résultats du championnat du monde des rallyes 1975 | Calendrier / Résultats du championnat du monde des rallyes 1975 | Calendrier / Résultats du championnat du monde des rallyes 1975 | Calendrier / Résultats du championnat du monde des rallyes 1975 |
| Manche                                                          | Rallye                                                          | Podium                                                          | Podium                                                          | Podium                                                          | Podium                                                          |                                                                 |
| Manche                                                          | Rallye                                                          | #                                                               | Pilote                                                          | Voiture                                                         | Temps                                                           |                                                                 |
| --------------------------------------------------------------- | --------------------------------------------------------------- | --------------------------------------------------------------- | --------------------------------------------------------------- | --------------------------------------------------------------- | --------------------------------------------------------------- | --------------------------------------------------------------- |
| 1                                                               | 44e Rallye Monte-Carlo (15-23 janvier)                          | 1                                                               | Sandro Munari                                                   | Lancia Stratos HF                                               | 6 h 25 min 59 s                                                 |                                                                 |
| 1                                                               | 44e Rallye Monte-Carlo (15-23 janvier)                          | 2                                                               | Hannu Mikkola                                                   | Fiat Abarth 124 Rallye                                          | 6 h 29 min 05 s                                                 |                                                                 |
| 1                                                               | 44e Rallye Monte-Carlo (15-23 janvier)                          | 3                                                               | Markku Alén                                                     | Fiat Abarth 124 Rallye                                          | 6 h 29 min 46 s                                                 |                                                                 |
|                                                                 |                                                                 |                                                                 |                                                                 |                                                                 |                                                                 |                                                                 |
| 2                                                               | 25e Rallye de Suède (13-15 février)                             | 1                                                               | Björn Waldegård                                                 | Lancia Stratos HF                                               | 7 h 19 min 46 s                                                 |                                                                 |
| 2                                                               | 25e Rallye de Suède (13-15 février)                             | 2                                                               | Stig Blomqvist                                                  | Saab 96 V4                                                      | 7 h 21 min 33 s                                                 |                                                                 |
| 2                                                               | 25e Rallye de Suède (13-15 février)                             | 3                                                               | Simo Lampinen                                                   | Lancia Beta Coupé                                               | 7 h 31 min 22 s                                                 |                                                                 |
|                                                                 |                                                                 |                                                                 |                                                                 |                                                                 |                                                                 |                                                                 |
| 3                                                               | 23e Rallye Safari (27-31 mars)                                  | 1                                                               | Ove Andersson                                                   | Peugeot 504                                                     | +11 min 58 s pen                                                |                                                                 |
| 3                                                               | 23e Rallye Safari (27-31 mars)                                  | 2                                                               | Sandro Munari                                                   | Lancia Stratos HF                                               | +12 min 36 s pen                                                |                                                                 |
| 3                                                               | 23e Rallye Safari (27-31 mars)                                  | 3                                                               | Björn Waldegård                                                 | Lancia Stratos HF                                               | +13 min 57 s pen                                                |                                                                 |
|                                                                 |                                                                 |                                                                 |                                                                 |                                                                 |                                                                 |                                                                 |
| 4                                                               | 22e Rallye de l'Acropole (24-31 mai)                            | 1                                                               | Walter Röhrl                                                    | Opel Ascona                                                     | 9 h 20 min 36 s                                                 |                                                                 |
| 4                                                               | 22e Rallye de l'Acropole (24-31 mai)                            | 2                                                               | Tasos 'Siroco' Livieratos                                       | Alpine-Renault A110 1800                                        | 9 h 56 min 18 s                                                 |                                                                 |
| 4                                                               | 22e Rallye de l'Acropole (24-31 mai)                            | 3                                                               | Mihalis Koumas                                                  | Mitsubishi Galant                                               | 11 h 35 min 53 s                                                |                                                                 |
|                                                                 |                                                                 |                                                                 |                                                                 |                                                                 |                                                                 |                                                                 |
| 5                                                               | 18e Rallye du Maroc (24-28 juin)                                | 1                                                               | Hannu Mikkola                                                   | Peugeot 504                                                     | 23 h 30 min 48 s                                                |                                                                 |
| 5                                                               | 18e Rallye du Maroc (24-28 juin)                                | 2                                                               | Bernard Consten                                                 | Peugeot 504                                                     | 25 h 12 min 03 s                                                |                                                                 |
| 5                                                               | 18e Rallye du Maroc (24-28 juin)                                | 3                                                               | Robert Neyret                                                   | Alpine-Renault A110 1800                                        | 25 h 48 min 19 s                                                |                                                                 |
|                                                                 |                                                                 |                                                                 |                                                                 |                                                                 |                                                                 |                                                                 |
| 6                                                               | 9e Rallye du Portugal (18-21 juillet)                           | 1                                                               | Markku Alén                                                     | Fiat Abarth 124 Rallye                                          | 6 h 24 min 15 s                                                 |                                                                 |
| 6                                                               | 9e Rallye du Portugal (18-21 juillet)                           | 2                                                               | Hannu Mikkola                                                   | Fiat Abarth 124 Rallye                                          | 6 h 26 min 58 s                                                 |                                                                 |
| 6                                                               | 9e Rallye du Portugal (18-21 juillet)                           | 3                                                               | Ove Andersson                                                   | Toyota Corolla                                                  | 6 h 29 min 29 s                                                 |                                                                 |
|                                                                 |                                                                 |                                                                 |                                                                 |                                                                 |                                                                 |                                                                 |
| 7                                                               | 25e Rallye des 1000 lacs (29-31 août)                           | 1                                                               | Hannu Mikkola                                                   | Toyota Corolla                                                  | 2 h 52 min 33 s                                                 |                                                                 |
| 7                                                               | 25e Rallye des 1000 lacs (29-31 août)                           | 2                                                               | Simo Lampinen                                                   | Saab 96 V4                                                      | 2 h 53 min 47 s                                                 |                                                                 |
| 7                                                               | 25e Rallye des 1000 lacs (29-31 août)                           | 3                                                               | Timo Mäkinen                                                    | Ford Escort RS1800                                              | 2 h 54 min 35 s                                                 |                                                                 |
|                                                                 |                                                                 |                                                                 |                                                                 |                                                                 |                                                                 |                                                                 |
| 8                                                               | 17e Rallye Sanremo (4-10 octobre)                               | 1                                                               | Björn Waldegård                                                 | Lancia Stratos HF                                               | 10 h 22 min 52 s                                                |                                                                 |
| 8                                                               | 17e Rallye Sanremo (4-10 octobre)                               | 2                                                               | Maurizio Verini                                                 | Fiat Abarth 124 Rallye                                          | 10 h 25 min 40 s                                                |                                                                 |
| 8                                                               | 17e Rallye Sanremo (4-10 octobre)                               | 3                                                               | Jean-Luc Thérier                                                | Alpine-Renault A110 1800                                        | 10 h 59 min 04 s                                                |                                                                 |
|                                                                 |                                                                 |                                                                 |                                                                 |                                                                 |                                                                 |                                                                 |
| 9                                                               | 19e Tour de Corse (8-9 novembre)                                | 1                                                               | Bernard Darniche                                                | Lancia Stratos HF                                               | 4 h 58 min 26 s                                                 |                                                                 |
| 9                                                               | 19e Tour de Corse (8-9 novembre)                                | 2                                                               | Jean-Pierre Nicolas                                             | Alpine-Renault A110 1800                                        | 4 h 58 min 58 s                                                 |                                                                 |
| 9                                                               | 19e Tour de Corse (8-9 novembre)                                | 3                                                               | Jean-Claude Andruet                                             | Alfa Romeo Alfetta GT                                           | 5 h 09 min 51 s                                                 |                                                                 |
|                                                                 |                                                                 |                                                                 |                                                                 |                                                                 |                                                                 |                                                                 |
| 10                                                              | 31e Rallye de Grande-Bretagne (22-26 novembre)                  | 1                                                               | Timo Mäkinen                                                    | Ford Escort RS1800                                              | 6 h 00 min 44 s                                                 |                                                                 |
| 10                                                              | 31e Rallye de Grande-Bretagne (22-26 novembre)                  | 2                                                               | Roger Clark                                                     | Ford Escort RS1800                                              | 6 h 01 min 57 s                                                 |                                                                 |
| 10                                                              | 31e Rallye de Grande-Bretagne (22-26 novembre)                  | 3                                                               | Tony Fowkes                                                     | Ford Escort RS1800                                              | 6 h 06 min 11 s                                                 |                                                                 |

## Classements

### Système de points en vigueur
| Attribution des points pour le championnat constructeur | Attribution des points pour le championnat constructeur | Attribution des points pour le championnat constructeur | Attribution des points pour le championnat constructeur | Attribution des points pour le championnat constructeur | Attribution des points pour le championnat constructeur | Attribution des points pour le championnat constructeur | Attribution des points pour le championnat constructeur | Attribution des points pour le championnat constructeur | Attribution des points pour le championnat constructeur | Attribution des points pour le championnat constructeur | Attribution des points pour le championnat constructeur | Attribution des points pour le championnat constructeur | Attribution des points pour le championnat constructeur | Attribution des points pour le championnat constructeur | Attribution des points pour le championnat constructeur | Attribution des points pour le championnat constructeur |
| 1er | 2e                                                      | 3e                                                      | 4e                                                      | 5e                                                      | 6e                                                      | 7e                                                      | 8e                                                      | 9e                                                      | 10e                                                     |                                                         |                                                         |                                                         |                                                         |                                                         |                                                         |                                                         |
| --- | ------------------------------------------------------- | ------------------------------------------------------- | ------------------------------------------------------- | ------------------------------------------------------- | ------------------------------------------------------- | ------------------------------------------------------- | ------------------------------------------------------- | ------------------------------------------------------- | ------------------------------------------------------- | ------------------------------------------------------- | ------------------------------------------------------- | ------------------------------------------------------- | ------------------------------------------------------- | ------------------------------------------------------- | ------------------------------------------------------- | ------------------------------------------------------- |
| 20 pts | 15 pts                                                  | 12 pts                                                  | 10 pts                                                  | 8 pts                                                   | 6 pts                                                   | 4 pts                                                   | 3 pts                                                   | 2 pts                                                   | 1 pts                                                   |                                                         |                                                         |                                                         |                                                         |                                                         |                                                         |                                                         |
| Seuls les points obtenus avec la voiture la mieux classé marque des points pour le constructeur. Si une marque place plusieurs voitures dans les points, les points des autres places que le meilleur résultat ne sont pas reversés pour un autre constructeur et ainsi ne sont pas comptabilisés. |                                                         |                                                         |                                                         |                                                         |                                                         |                                                         |                                                         |                                                         |                                                         |                                                         |                                                         |                                                         |                                                         |                                                         |                                                         |                                                         |

### Classement constructeurs
| 1   | Lancia         | 20 | 20 | 15 | -  | -  | -  | -  | 20 | 20 | 1  | 96 |
| 2   | Fiat           | 15 | 8  | -  | -  | -  | 20 | -  | 15 | -  | 3  | 61 |
| 3   | Alpine-Renault | 6  | -  | -  | 15 | 12 | -  | -  | 12 | 15 | -  | 60 |
| 4   | Opel           | -  | 3  | -  | 20 | -  | 10 | 8  | 6  | 1  | 10 | 58 |
| 5   | Peugeot        | -  | -  | 20 | -  | 20 | -  | -  | -  | -  | -  | 40 |
| 6   | Ford           | -  | 1  | -  | -  | -  | 2  | 12 | -  | -  | 20 | 35 |
| 7   | Toyota         | -  | -  | -  | -  | -  | 12 | 20 | -  | -  | -  | 32 |
| 8   | Saab           | -  | 15 | -  | -  | -  | -  | 15 | -  | -  | -  | 30 |
| 9   | Datsun         | -  | -  | 6  | -  | 6  | 8  | 6  | -  | -  | -  | 26 |
| 10  | Alfa Romeo     | 3  | -  | -  | 4  | -  | -  | -  | 4  | 12 | -  | 23 |
| 11  | Mitsubishi     | -  | -  | 10 | 12 | -  | -  | -  | -  | -  | -  | 22 |
| 12  | Citroën        | -  | -  | -  | -  | 10 | 3  | -  | -  | -  | -  | 13 |
| 13  | Porsche        | 4  | -  | -  | -  | -  | -  | -  | 8  | -  | -  | 12 |
| 14  | Volvo          | -  | 2  | -  | 6  | 1  | -  | -  | -  | -  | -  | 9  |
| 15= | Renault        | 8  | -  | -  | -  | -  | -  | -  | -  | -  | -  | 8  |
| 15= | Audi           | -  | -  | -  | 8  | -  | -  | -  | -  | -  | -  | 8  |
| 17  | Škoda          | -  | 4  | -  | -  | -  | -  | -  | -  | -  | -  | 4  |
| 18= | Chrysler       | -  | -  | -  | -  | -  | -  | 2  | -  | -  | -  | 2  |
| 18= | Vauxhall       | -  | -  | -  | -  | -  | -  | -  | -  | -  | 2  | 2  |
| 20= | BMW            | 1  | -  | -  | -  | -  | -  | -  | -  | -  | -  | 1  |
| 20= | Lada           | -  | -  | -  | 1  | -  | -  | -  | -  | -  | -  | 1  |